# Acacia binervata
Acacia binervata är en ärtväxtart som beskrevs av Dc. Acacia binervata ingår i släktet akacior, och familjen ärtväxter. Inga underarter finns listade i Catalogue of Life.